# Attacus caesar
Attacus caesar es una polilla perteneciente a la familia Saturniidae. Se encuentra en el sur de Filipinas. Tiene una de las mayores envergadura documentadas entre las polillas del mundo, junto con la polilla bruja blanca, con una envergadura de 255 mm (10,0 plg). Las ventanas triangulares de sus alas anteriores se estrechan formando un pedúnculo en la parte proximal, con tendencia a dividirse en dos en la parte posterior.